# Coppa del mondo di triathlon del 1997
La Coppa del mondo di triathlon del 1997 (VII edizione) è consistita in una serie di dieci gare.
Tra gli uomini ha vinto l'australiano Chris McCormack. Tra le donne si è aggiudicata la coppa del mondo l'australiana Emma Carney.

## Risultati

### Classifica generale

#### Élite Uomini
| Pos. | Nome             | Paese         |
| ---- | ---------------- | ------------- |
|      | Chris McCormack  | Australia     |
|      | Hamish Carter    | Nuova Zelanda |
|      | Greg Bennett     | Australia     |
| 4    | Dmitriy Gaag     | Kazakistan    |
| 5    | Jamie Hunt       | Nuova Zelanda |
| 6    | Brad Beven       | Australia     |
| 7    | Greg Welch       | Australia     |
| 8    | Miles Stewart    | Australia     |
| 9    | Philippe Fattori | Francia       |
| 10   | Shane Reed       | Nuova Zelanda |

#### Élite donne
| Pos. | Nome                       | Paese       |
| ---- | -------------------------- | ----------- |
|      | Emma Carney                | Australia   |
|      | Erika Molnar               | Ungheria    |
|      | Isabelle Mouthon-Michellys | Francia     |
| 4    | Rina Hill                  | Australia   |
| 5    | Mieke Suys                 | Belgio      |
| 6    | Michellie Jones            | Australia   |
| 7    | Jackie Gallagher           | Australia   |
| 8    | Barbara Lindquist          | Stati Uniti |
| 9    | Nicole Andronicus          | Australia   |
| 10   | Carol Montgomery           | Canada      |

### La serie
Ishigaki - Giappone 
13 aprile 1997
| Pos. | Uomini          | Uomini        | Uomini   | Donne            | Donne     | Donne    |
| Pos. | Atleta          | Paese         | Tempo    | Atleta           | Paese     | Tempo    |
| ---- | --------------- | ------------- | -------- | ---------------- | --------- | -------- |
|      | Chris McCormack | Australia     | 01:48:12 | Emma Carney      | Australia | 02:02:05 |
|      | Miles Stewart   | Australia     | 01:48:31 | Rina Hill        | Australia | 02:03:10 |
|      | Jamie Hunt      | Nuova Zelanda | 01:48:37 | Jackie Gallagher | Australia | 02:04:12 |

Auckland - Nuova Zelanda 
27 aprile 1997
| Pos. | Uomini          | Uomini        | Uomini   | Donne             | Donne     | Donne    |
| Pos. | Atleta          | Paese         | Tempo    | Atleta            | Paese     | Tempo    |
| ---- | --------------- | ------------- | -------- | ----------------- | --------- | -------- |
|      | Miles Stewart   | Australia     | 01:49:12 | Emma Carney       | Australia | 02:02:15 |
|      | Chris McCormack | Australia     | 01:49:16 | Nicole Andronicus | Australia | 02:02:31 |
|      | Hamish Carter   | Nuova Zelanda | 01:49:21 | Melissa Ashton    | Australia | 02:03:30 |

Monte Carlo - Principato di Monaco 
29 giugno 1997
| Pos. | Uomini          | Uomini      | Uomini   | Donne           | Donne     | Donne    |
| Pos. | Atleta          | Paese       | Tempo    | Atleta          | Paese     | Tempo    |
| ---- | --------------- | ----------- | -------- | --------------- | --------- | -------- |
|      | Greg Bennett    | Stati Uniti | 01:56:31 | Michellie Jones | Australia | 02:08:34 |
|      | Dmitriy Gaag    | Kazakistan  | 01:56:45 | Emma Carney     | Australia | 02:09:47 |
|      | Chris McCormack | Australia   | 01:56:46 | Erika Molnár    | Ungheria  | 02:10:33 |

Gamagōri - Giappone 
6 luglio 1997
| Pos. | Uomini         | Uomini        | Uomini   | Donne             | Donne       | Donne    |
| Pos. | Atleta         | Paese         | Tempo    | Atleta            | Paese       | Tempo    |
| ---- | -------------- | ------------- | -------- | ----------------- | ----------- | -------- |
|      | Brad Beven     | Australia     | 01:48:00 | Emma Carney       | Australia   | 02:03:44 |
|      | Hamish Carter  | Nuova Zelanda | 01:48:27 | Kiyomi Niwata     | Giappone    | 02:04:07 |
|      | Stephan Bignet | Francia       | 01:48:49 | Barbara Lindquist | Stati Uniti | 02:04:09 |

Stoccolma - Svezia 
26 luglio 1997
| Pos. | Uomini        | Uomini        | Uomini   | Donne              | Donne     | Donne    |
| Pos. | Atleta        | Paese         | Tempo    | Atleta             | Paese     | Tempo    |
| ---- | ------------- | ------------- | -------- | ------------------ | --------- | -------- |
|      | Simon Lessing | Regno Unito   | 01:48:40 | Erika Molnár       | Ungheria  | 02:01:56 |
|      | Brad Beven    | Australia     | 01:48:58 | Rina Bradshaw-Hill | Australia | 02:02:33 |
|      | Hamish Carter | Nuova Zelanda | 01:49:06 | Mieke Suys         | Belgio    | 02:02:51 |

Tiszaújváros - Ungheria 
10 agosto 1997
| Pos. | Uomini          | Uomini      | Uomini   | Donne        | Donne     | Donne    |
| Pos. | Atleta          | Paese       | Tempo    | Atleta       | Paese     | Tempo    |
| ---- | --------------- | ----------- | -------- | ------------ | --------- | -------- |
|      | Craig Walton    | Australia   | 01:46:19 | Emma Carney  | Australia | 02:00:22 |
|      | Greg Bennett    | Stati Uniti | 01:46:47 | Erika Molnár | Ungheria  | 02:00:40 |
|      | Chris McCormack | Australia   | 01:47:05 | Mieke Suys   | Belgio    | 02:00:48 |

Embrun - Francia 
15 agosto 1997
| Pos. | Uomini                    | Uomini        | Uomini   | Donne                   | Donne    | Donne    |
| Pos. | Atleta                    | Paese         | Tempo    | Atleta                  | Paese    | Tempo    |
| ---- | ------------------------- | ------------- | -------- | ----------------------- | -------- | -------- |
|      | Eric Van Der Linden       | Paesi Bassi   | 02:03:01 | Mieke Suys              | Belgio   | 02:21:43 |
|      | Jean-Christophe Guinchard | Svizzera      | 02:03:29 | Magali Di Marco Messmer | Svizzera | 02:22:41 |
|      | Ben Bright                | Nuova Zelanda | 02:03:41 | Carol Montgomery        | Canada   | 02:23:09 |

Hamilton - Bermuda 
21 settembre 1997
| Pos. | Uomini           | Uomini    | Uomini   | Donne                      | Donne     | Donne    |
| Pos. | Atleta           | Paese     | Tempo    | Atleta                     | Paese     | Tempo    |
| ---- | ---------------- | --------- | -------- | -------------------------- | --------- | -------- |
|      | Philippe Fattori | Francia   | 01:55:25 | Emma Carney                | Australia | 02:03:54 |
|      | Greg Welch       | Australia | 01:55:35 | Carol Montgomery           | Canada    | 02:08:04 |
|      | Chris McCormack  | Australia | 01:56:48 | Isabelle Mouthon-Michellys | Francia   | 02:08:18 |

Cancún - Messico 
12 ottobre 1997
| Pos. | Uomini                 | Uomini        | Uomini   | Donne            | Donne     | Donne    |
| Pos. | Atleta                 | Paese         | Tempo    | Atleta           | Paese     | Tempo    |
| ---- | ---------------------- | ------------- | -------- | ---------------- | --------- | -------- |
|      | Hamish Carter          | Nuova Zelanda | 01:49:00 | Erika Molnár     | Ungheria  | 02:00:36 |
|      | Dmitriy Gaag           | Kazakistan    | 01:49:36 | Michellie Jones  | Australia | 02:01:21 |
|      | Volodymyr Polikarpenko | Ucraina       | 01:49:49 | Carol Montgomery | Canada    | 02:01:25 |

Sydney - Australia 
26 ottobre 1997
| Pos. | Uomini        | Uomini        | Uomini   | Donne             | Donne       | Donne    |
| Pos. | Atleta        | Paese         | Tempo    | Atleta            | Paese       | Tempo    |
| ---- | ------------- | ------------- | -------- | ----------------- | ----------- | -------- |
|      | Hamish Carter | Nuova Zelanda | 01:51:28 | Emma Carney       | Australia   | 02:00:32 |
|      | Greg Welch    | Australia     | 01:52:25 | Loretta Harrop    | Australia   | 02:03:25 |
|      | Miles Stewart | Australia     | 01:52:42 | Barbara Lindquist | Stati Uniti | 02:03:48 |